# 无齿华苘麻
无齿华苘麻（学名：Abutilon sinense var. edentatum）为锦葵科苘麻属下的一个变种。

## 扩展阅读
- 維基物種上的相關：无齿华苘麻